# UCI Coupe des Nations Juniors 2012
L'UCI Coupe des Nations Juniors 2012 est la cinquième édition de l'UCI Coupe des Nations Juniors. Elle est réservée aux cyclistes de sélections nationales de moins de 19 ans (U19). Elle est organisée par l'Union cycliste internationale. 

## Calendrier
Cette saison, en plus des courses de l'édition 2011, l'UCI a décidé que « les Championnats Continentaux (course en ligne) comptent 
dans le classement des Coupes des Nations Junior et Moins de 23 UCI. Le but est de donner plus d’intérêt sportif et de relever la participation lors de ces épreuves ».

## Résultats

### Épreuves
| Date         | Épreuve                                           | Pays       | Vainqueur            | Vainqueur (nations) | Leader (nations) |
| ------------ | ------------------------------------------------- | ---------- | -------------------- | ------------------- | ---------------- |
| 16 février   | Championnat d'Asie sur route juniors              | Malaisie   | Hiroki Nishimura     | Japon               | Japon            |
| 8 avril      | Paris-Roubaix juniors                             | France     | Mads Würtz Schmidt   | Danemark            | Danemark         |
| 20-22 avril  | Tour d'Istrie                                     | Croatie    | Mads Pedersen        | Danemark            | Danemark         |
| 29 avril     | Championnat panaméricain sur route juniors        | Guatemala  | José Alfredo Aguirre | Mexique             | Danemark         |
| 2-6 mai      | Course de la Paix juniors                         | Tchéquie   | Niklas Eg            | Danemark            | Danemark         |
| 17-20 mai    | Trofeo Karlsberg                                  | Allemagne  | Mads Pedersen        | Danemark            | Danemark         |
| 7-8 juillet  | GP Général Patton                                 | Luxembourg | Quentin Jauregui     | France              | Danemark         |
| 11 août      | Championnat d'Europe sur route juniors            | Pays-Bas   | Alexander Wachter    | Autriche            | Danemark         |
| 17 septembre | Championnats du monde juniors du contre-la-montre | Pays-Bas   | Oskar Svendsen       | Norvège             | Danemark         |
| 23 septembre | Championnats du monde juniors sur route           | Pays-Bas   | Matej Mohorič        | Slovénie            | Danemark         |

### Classement par nations
Source : Site de l'UCI
| #  | Pays       | Pts. |
| -- | ---------- | ---- |
| 1  | Danemark   | 324  |
| 2  | France     | 185  |
| 3  | Belgique   | 150  |
| 4  | Norvège    | 130  |
| 5  | Italie     | 119  |
| 6  | Allemagne  | 117  |
| 7  | Suède      | 94   |
| 8  | Slovénie   | 76   |
| 9  | États-Unis | 73   |
| 10 | Pays-Bas   | 72   |